# Saw Creek
Saw Creek è un census-designated place (CDP) degli Stati Uniti d'America situato nello stato della Pennsylvania, nella contea di Pike e in una parte nella contea di Monroe.